# Cerro Mesa Ahumada

Cerro Mesa Ahumada.

O Cerro Mesa Ahumada é uma área verde ou reserva ecológica localizada na parte oriental do município de Tequixquiac e ao sud do município de Apaxco, no México. Possui uma área de 159 hectares. Dentro do área, existe uma zona arqueológica que leva o nome de Los Mogotes, proveniente de numerosos assentamentos que em diversas ocasiões, têm ameaçado a conservação ecológica do lugar.